# Rachael Bella
Rachael Bella (Vermillion (South Dakota), 13 maart 1984) is een Amerikaans actrice.

## Biografie
Bella werd geboren in Vermillion (South Dakota) en verhuisde na de scheiding van haar ouders op driejarige leeftijd met haar moeder naar New York.
Bella was van 19 april 2006 tot en met 2009 getrouwd met Edward Furlong met wie zij een zoon heeft. Na de geboorte van haar zoon in 2006 stopte zij met acteren en ging werken als receptioniste bij een advocatenkantoor.

## Filmografie
- Gemeinsame Normdatei: 1062067215
- International Standard Name Identifier: 0000 0000 3890 7098
- Library of Congress Control Number: n2008059443
- Virtual International Authority File: 58556206
- WorldCat: E39PBJgxkYjqhVXw3WHbQtfjG3